# Académie militaire de la Gendarmerie nationale
Die Académie militaire de la Gendarmerie nationale (AMGN) (Militärakademie der Französischen Gendarmerie), früher École des Officiers de la Gendarmerie nationale (EOGN) (Schule der Nationalen Gendarmerieoffiziere), ist die Offizierschule der französischen Gendarmerie nationale. 
Sie bildet – mit der Académie militaire de Saint-Cyr (Spezialmilitärschule Saint-Cyr), der École de l'air (Luftwaffefliegerschule), die École navale (die Französische Kriegsmarineschule), École polytechnique (der Militär Ingenieurschule), die École des Commissaires aux armées (Schule der Armeekommissare) und der "École de Santé des Armées (der Armeegesundheitsschule) – eine der neun größten französischen Militärschulen. 
Am 1. September 2024 änderte sie ihren Namen und wird zur Académie militaire de la gendarmerie nationale (Militärakademie der Nationalgendarmerie).

## Geschichte
- Am 3. Januar 1901: wurde per Dekret ein Studiengang eingerichtet, um Unteroffizieren den Zugang zur Offizierslaufbahn zu ermöglichen. Die Ausbildung fand in der SchombergKaserne in  Paris statt.
- Mit Dekret vom 31. Dezember 1918 wurde dann die „Offiziersschule der Gendarmerie Nationale“ (EOGN) offiziell gegründet. Am Ende des Ersten Weltkriegs wurde die Ausbildung in Versailles durchgeführt.
- Während des Zweiten Weltkriegs zog die Schule zunächst in die „Villa Nitot“ in Pau und dann in die Charras-Kaserne in Courbevoie um.
- Am 1. Oktober 1945 ließ sich die EOGN schließlich im Augereau-Kaserne in Melun nieder.
- Am 1. September 2024, die Schule wird umbenannt Académie militaire de la Gendarmerie nationale (AMGN)

## Berühmte Absolventen
- Mallam Oubandawaki (1945–2004), nigrischer Offizier und Politiker